# Alex Fiva
Alex Fiva (* 29. Januar 1986 in Newport Beach, Kalifornien) ist ein Schweizer Freestyle-Skisportler. Er ist auf die Disziplin Skicross spezialisiert. Seine bisher grössten Erfolge sind der Gewinn der Skicross-Weltcupwertung der Saison 2012/13, sein Sieg an der Weltmeisterschaft 2021 und Olympiasilber 2022.

## Biografie
Fiva ist ein schweizerisch-amerikanischer Doppelbürger. Zu Beginn seiner Sportkarriere war er ein alpiner Skirennläufer, blieb aber ohne grössere Erfolge. Sein bestes Ergebnis in einem FIS-Rennen ist ein dritter Platz im Januar 2006, im Europacup belegte er einen Monat später den 30. Platz in der Super-Kombination von Veysonnaz. Das letzte alpine Skirennen bestritt er im April 2007, woraufhin er zur Freestyle-Disziplin Skicross wechselte.
Sein Debüt im Freestyle-Weltcup hatte Fiva am 9. März 2008 in Hasliberg, wo er Platz 28 erreichte und damit auch gleich Weltcuppunkte gewann. An diese Leistung konnte er im Winter 2008/09 vorerst nicht anknüpfen. Erst ein weiteres Jahr später begann Fiva den Anschluss an die Weltspitze zu finden, als er am 12. März 2010 in Grindelwald auf Platz 12 fuhr. Die erste Weltcup-Podestplatzierung erzielte er am 19. Dezember 2010 mit Platz 2 in Innichen; im Verlaufe des Winters folgten drei weitere Top-10-Platzierungen. Am 7. Januar 2012 konnte Fiva in St. Johann in Tirol seinen ersten Weltcupsieg feiern. Acht Tage später siegte er auch in Les Contamines, was in der Endabrechnung den dritten Platz im Skicross-Weltcup ergab.
In der Saison 2012/13 gehörte Fiva zu den weltweit erfolgreichsten Skicrossern. Viermal stand er auf dem Podest eines Weltcuprennens, davon dreimal als Sieger. Er war nie schlechter klassiert als auf dem elften Platz und entschied die Skicross-Weltcupwertung mit grossem Vorsprung für sich. Bei der Weltmeisterschaft 2013 konnte er hingegen seiner Favoritenrolle nicht gerecht werden und wurde Elfter. In der Saison 2013/14 konnte Fiva zu Beginn nur zum Teil an die Leistungen des Vorwinters anknüpfen. Er siegte in zwei Weltcuprennen, musste aber bei den Olympischen Winterspielen 2014 aufgrund einer Rückenverletzung mit dem 31. Platz vorliebnehmen.
Fiva erzielte in der Saison 2014/15 einen Podestplatz, kam aber in den übrigen Weltcuprennen nicht über einen 10. Platz hinaus. Etwas besser verlief die Saison 2015/16, mit einem Podestplatz und fünf weiteren Top-10-Platzierungen. In der Weltcupsaison 2016/17 konnte er zwei Rennen für sich entscheiden und war dreimal Dritter.
Am 13. Dezember 2024 gewann Fiva sein erstes Weltcuprennen nach beinahe 3 Jahren, ebenfalls in Val Thorens. Fiva gewann das Rennen zeitgleich mit dem Österreicher Adam Kappacher, es war dies der erste ex-aequo Sieg in der Geschichte des Freestyle-Skiing Weltcups.

## Weitere sportliche Aktivitäten
Als Ausgleichssportart spielte Fiva American Football und gehörte einige Jahre lang zum Kader des mehrfachen Schweizermeisters Calanda Broncos.

## Erfolge

### Olympische Spiele
- Sotschi 2014: 31. Skicross
- Peking 2022: 2. Skicross

### Weltmeisterschaften
- Deer Valley 2011: 25. Skicross
- Voss 2013: 11. Skicross
- Kreischberg 2015: 28. Skicross
- Sierra Nevada 2017: 21. Skicross
- Park City 2019: 4. Skicross
- Idre 2021: Weltmeister Skicross
- Engadin 2025: 10. Skicross
- Engadin 2025: 8. Skicross Mixed-Team (zusammen mit Talina Gantenbein)

### Weltcupwertungen
| Saison  | Gesamt | Gesamt | Skicross | Skicross |
| Saison  | Platz  | Punkte | Platz    | Punkte   |
| ------- | ------ | ------ | -------- | -------- |
| 2007/08 | 204.   | 0      | 60.      | 2        |
| 2009/10 | 125.   | 3      | 45.      | 36       |
| 2010/11 | 46.    | 19     | 14.      | 212      |
| 2011/12 | 8.     | 43     | 3.       | 434      |
| 2012/13 | 3.     | 62     | 1.       | 619      |
| 2013/14 | 25.    | 33     | 7.       | 358      |
| 2014/15 | 49.    | 20     | 15.      | 221      |
| 2015/16 | 40.    | 26,33  | 8.       | 316      |
| 2016/17 | 11.    | 45,64  | 3.       | 639      |
| 2017/18 | 20.    | 34,90  | 4.       | 349      |
| 2018/19 | 12.    | 45,73  | 3.       | 503      |
| 2019/20 | 68.    | 18,45  | 13.      | 203      |
| 2020/21 |        |        | 16.      | 187      |
| 2021/22 |        |        | 10.      | 284      |
| 2022/23 |        |        | 46.      | 22       |
| 2023/24 |        |        | 3.       | 698      |

### Weltcupsiege
Fiva errang im Weltcup bisher 30 Podestplätze, davon 13 Siege:
| Nr. | Datum             | Ort                 | Land       |
| --- | ----------------- | ------------------- | ---------- |
| 1   | 7. Januar 2012    | St. Johann in Tirol | Österreich |
| 2   | 15. Januar 2012   | Les Contamines      | Frankreich |
| 3   | 23. Dezember 2012 | Innichen            | Italien    |
| 4   | 12. Januar 2013   | Les Contamines      | Frankreich |
| 5   | 16. März 2013     | Åre                 | Schweden   |
| 6   | 25. Januar 2014   | Kreischberg         | Österreich |
| 7   | 7. März 2014      | Arosa               | Schweiz    |
| 8   | 10. Dezember 2016 | Val Thorens         | Frankreich |
| 9   | 15. Januar 2017   | Watles              | Italien    |
| 10  | 11. Februar 2017  | Idre                | Schweden   |
| 11  | 13. Januar 2018   | Idre                | Schweden   |
| 12  | 19. Januar 2019   | Idre                | Schweden   |
| 13  | 12. Dezember 2021 | Val Thorens         | Frankreich |
| 14  | 13. Dezember 2024 | Val Thorens         | Frankreich |

### Europacup
- 3 Podestplätze, davon 2 Siege
- Saison 2009/10: 2. Skicross-Disziplinenwertung

### Weitere Erfolge
- Schweizer Skicross-Meister 2012, 2016, 2017
- Winter-X-Games 2012: 10. Skicross